# David Hurley

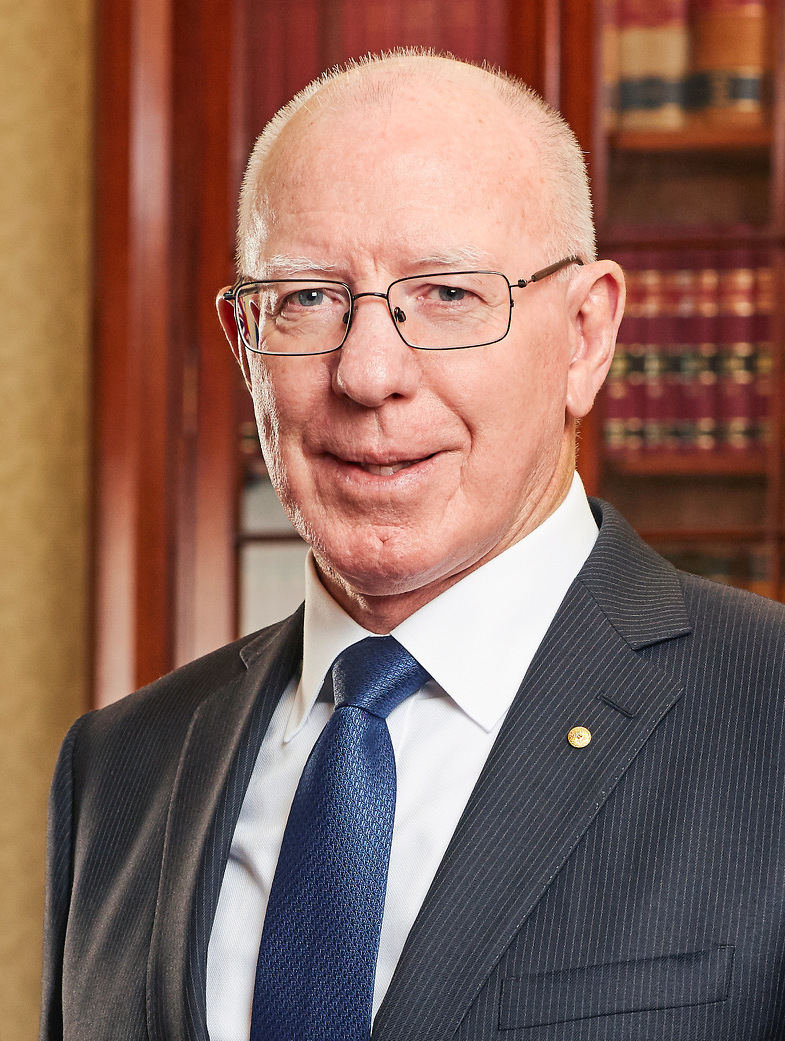
David Hurley (2019)

David John Hurley CVO, AC, DSC, FTSE (* 26. August 1953 in Wollongong) ist ein ehemaliger General der australischen Armee. Er war der 27. Generalgouverneur von Australien und vom 1. Juli 2019 bis zum 30. Juni 2024 im Amt, dessen Nachfolge Sam Mostyn antrat.

## Leben
Seine militärische Ausbildung erhielt Hurley am Royal Military College Duntroon. Er befehligte das 1st Battalion des Royal Australian Regiment während der Operation SOLACE in Somalia 1993. Nach verschiedenen hochrangigen Kommandoposten war er von 2011 bis 2014 Oberbefehlshaber der Australian Defence Force. Nachfolgend war er der 38. Gouverneur von New South Wales von 2014 bis 2019.

## Familie
Hurley ist seit 1977 verheiratet mit Liza Hurley und hat mit ihr drei Kinder.

## Ehrungen
- Distinguished Service Cross (Australien)
- Companion des Order of Australia
- Fellow der Australian Academy of Technological Sciences and Engineering
- Ehrendoktor der University of Wollongong
- Ordem de Timor-Leste (Grand Collar)
- 2024 The King’s Birthday Honours: Commander of the Royal Victorian Order (CVO)[1]